# Aschersleben Tigers
O Aschersleben Tigers Basketball-Club e. V., conhecido também apenas como Aschersleben Tigers, é um clube de basquetebol baseado em Aschersleben, Saxônia-Anhalt, Alemanha que atualmente disputa a Liga Regional Norte, correspondente à quarta divisão do país. e manda seus jogos no BallHaus com capacidade para 200 espectadores.

## Histórico de Temporadas
| Temporada | Nível | Liga         | Pos.                 | Resultado            |
| --------- | ----- | ------------ | -------------------- | -------------------- |
| 2014–15   | 4     | Regionalliga | 3º                   |                      |
| 2015–16   | 4     | Regionalliga | 3º                   |                      |
| 2016–17   | 4     | Regionalliga | 3º                   |                      |
| 2017-18   | 4     | Regionalliga | 3º                   |                      |
| 2018-19   | 4     | Regionalliga | 8º                   |                      |
| 2019-20   | 4     | Regionalliga | Pandemia de COVID-19 | Pandemia de COVID-19 |
| 2020-21   | 4     | Regionalliga | 6º                   |                      |
| 2021-22   | 4     | Regionalliga | 2º                   |                      |
| 2022-23   | 4     | Regionalliga | 5º                   |                      |
| 2023-24   | 4     | Regionalliga | 5º                   |                      |
| 2024-25   | 4     | Regionalliga | 9º                   |                      |

fonte:eurobasket

## Títulos

### 2.Regionalliga Norte-Oeste
- Campeão (1): 2010-11

### Regionalliga Norte
- Finalista (3):2005-06, 2006-07, 2021-22